# 5 Komenda Odcinka Tuplice
5 Komenda Odcinka Tuplice – zlikwidowany samodzielny pododdział Wojsk Ochrony Pogranicza pełniący służbę na granicy polsko-niemieckiej.
5 Komenda Odcinka sformowana została w 1945 w strukturze organizacyjnej 1 Oddziału Ochrony Pogranicza. We wrześniu 1946 odcinek wszedł w skład Łużyckiego Oddziału WOP nr 1. W 1948, na bazie 5 Komendy Odcinka sformowano Samodzielny Batalion Ochrony Pogranicza nr 30

## Struktura organizacyjna
Dyslokacja 5 Komendy Odcinka przedstawiała się następująco :
- komendantura odcinka i pododdziały sztabowe – Tuplice
- 21 strażnica – Przewóz
- 22 strażnica – Łęknica (Mużaków)[5]
- 23 strażnica – Żarki Wielkie
- 24 strażnica – Olszyna[c]
- 25 strażnica – Zasieki.

## Komendanci odcinka
- ppłk Paweł Śmietanin (był w 1945)[6]
- kpt. Aleksander Propołow (był w 10.1946)[d]